# Калуга Василь Іванович
Василь Іванович Калуга (1 січня 1923, м. Новозибков Гомельська губернія, нині Брянської області, РФ — 14 листопада 1982, Москва, похований у м. Новозибков) — український графік. Член Спілки художників СРСР. Учасник німецько-радянської війни. 

## Біографія
У 1951—1952 роках навчався у Київському училищі прикладного мистецтва (педагог з фаху — Д. Шавикін), 1952—1958 роках — у Київському художньому інституті (педагоги з фаху — О. Пащенко, В. Касіян та К. Трохименко).

## Творчість
Працював у галузях станкової та книжкової графіки (основна техніка — ліногравюра).
Виконав серії:
- «Дніпро сьогодні» (1957—1958);
- «На новобудовах України» (1960);
- «Жіноча доля» (за мотивами поезії Тараса Шевченка, 1963);
- «Кримські маки» (1964);
- «Руки рибацькі» (1968);
- «Вечірній Дніпро» (1969).